# Georges Valmier

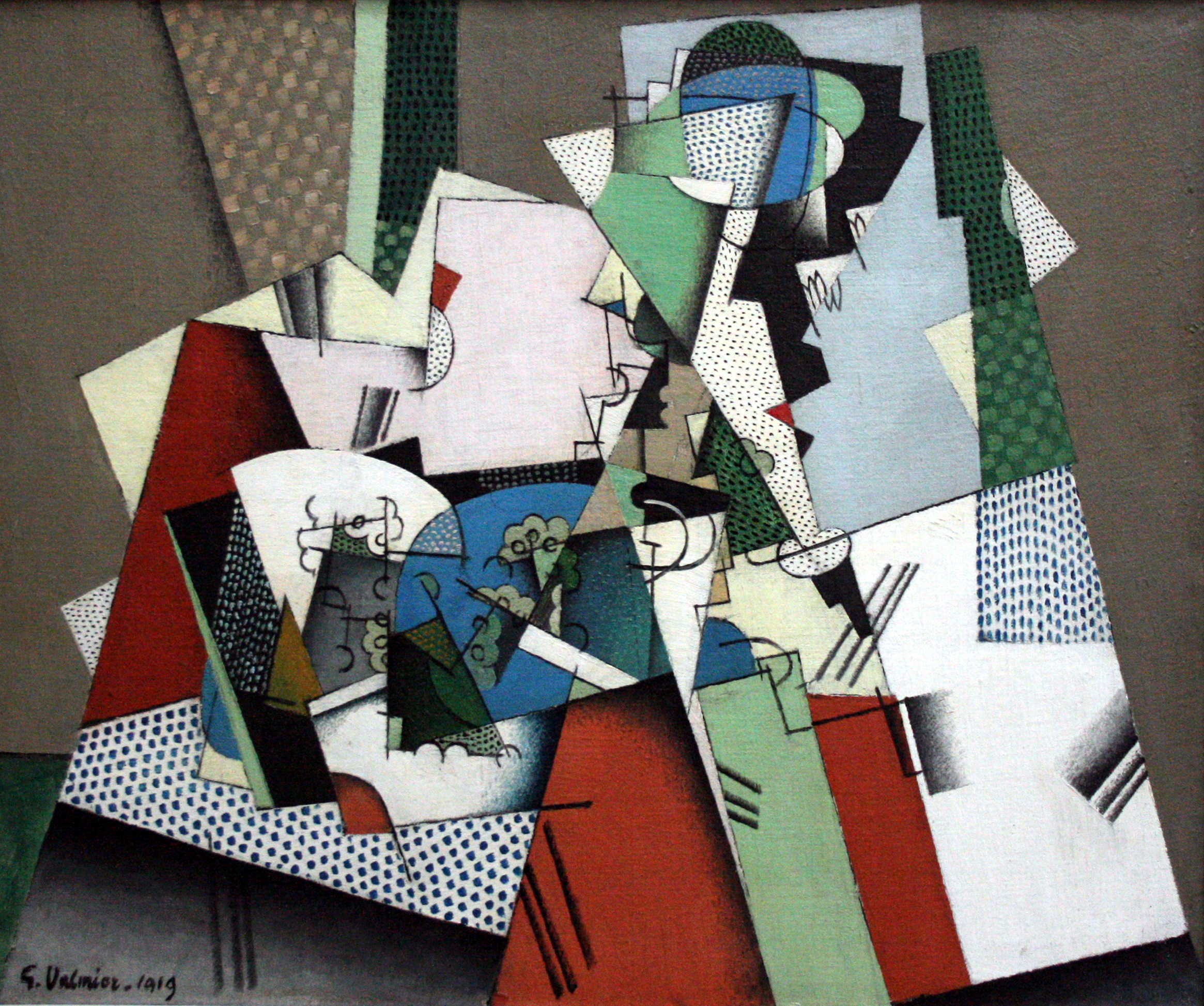
Georges Valmier: Geometrisches Stillleben, 1919. Kröller-Müller Museum, Otterlo, Niederlande

Georges Valmier (* 11. April 1885 in Angoulême, Frankreich; † 25. März 1937 in Montmartre, Paris) war ein französischer Maler, Bühnenbildner und Designer.

## Leben
Georges Valmier wurde 1885 in Angoulême geboren. Er zog 1890 mit seiner Familie nach Montmartre und wuchs in einer Umgebung auf, die von der Liebe zur Kunst, insbesondere zur Musik und zur Malerei, geprägt war. Von 1904 bis 1905 leistet Valmier seinen Militärdienst ab. Nach seiner Rückkehr entdeckt er das Werk Paul Cézannes anlässlich einer Ausstellung seiner Werke im Salon d’Automne 1907 und tritt in die Ecole des Beaux-Arts ein, wo er bis 1909 bei Luc-Olivier Merson studiert. 1908 heiratete er Jeanne Bliss Pessina, 1912 wurde ihre Tochter Martha geboren. 1914 wird er zum Militärdienst nach Toul einberufen, wo er Albert Gleizes, Paul Colin und den Komponisten Florent Schmitt kennenlernt.

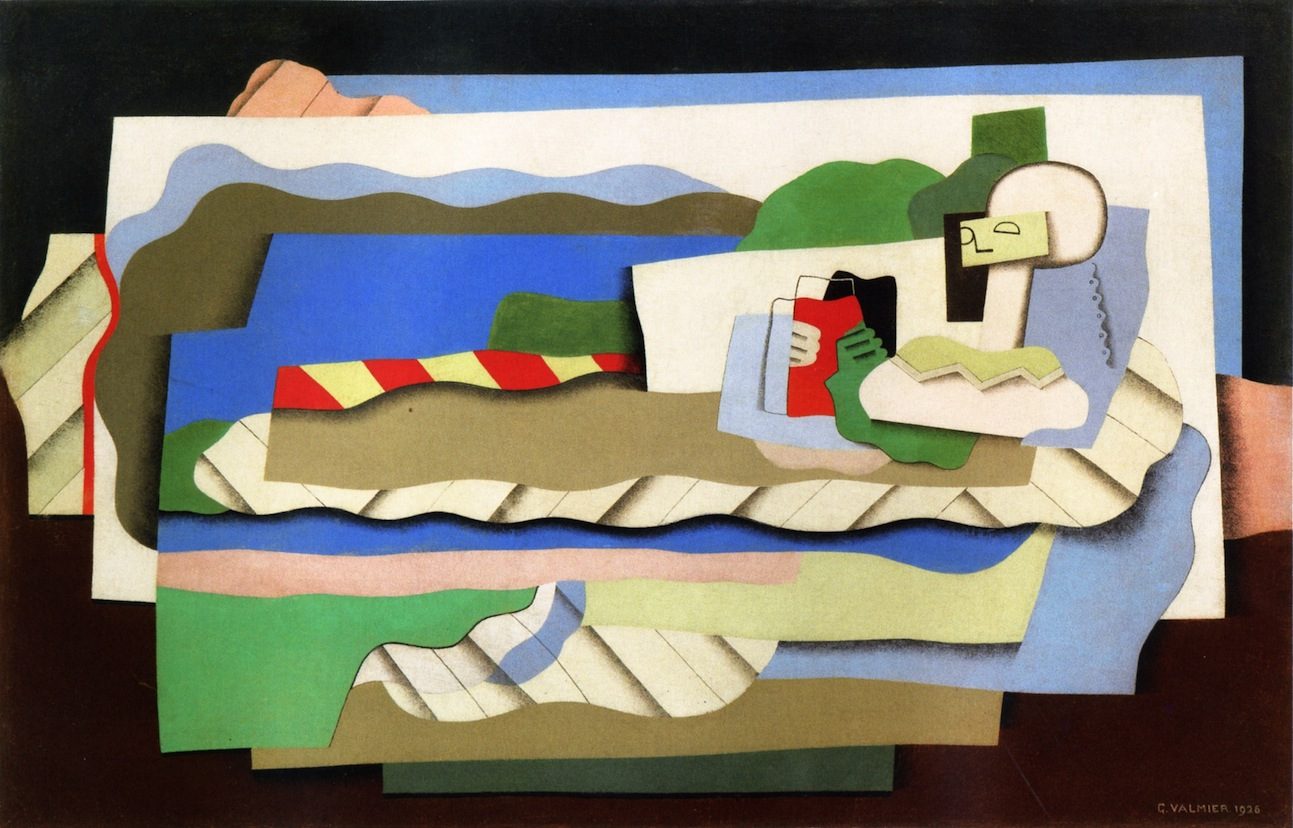
Georges Valmier: Liegendes Mädchen, 1926

Nach seiner Rückkehr nach Montmartre 1918 lernte Georges Valmier Léonce Rosenberg kennen, der schnell die hohe Qualität seiner Arbeiten erkannte und ihn unter Vertrag nahm. Rosenberg organisiert 1921 eine Einzelausstellung für Georges Valmier in seiner Galerie de l'Effort Moderne. Von 1923 bis 1927 werden seine Werke unter der Schirmherrschaft Rosenbergs regelmäßig im Bulletin de l'Effort moderne veröffentlicht. 1928 betraut ihn Rosenberg mit der Dekoration des Esszimmers seiner Wohnung in der Rue de Longchamp in Paris, wo sich auch seine Kunstsammlung befindet. Die frühen 1930er Jahre markieren Valmiers endgültigen Übergang zur Abstraktion. Schon früh wurde er Mitglied der Gruppe Abstraction-Création, zusammen mit Jean Arp, Albert Gleizes, Jean Helion, František Kupka, Leon Tutundjian und Georges Vantongerloo sowie dem ungarischen Maler Alfred Reth, mit dem er gemeinsam Werke unter dem Titel Formes dans l'espace schafft. 1936 begann Georges Valmier mit der Arbeit an drei monumentalen Werken für die Dekoration des Theaters im Palais des chemins de fer anlässlich der Weltausstellung 1937 in Paris. Georges Valmier war seit 1932 schwer krank und stirbt am 25. März 1937 in Montmartre.

## Werk

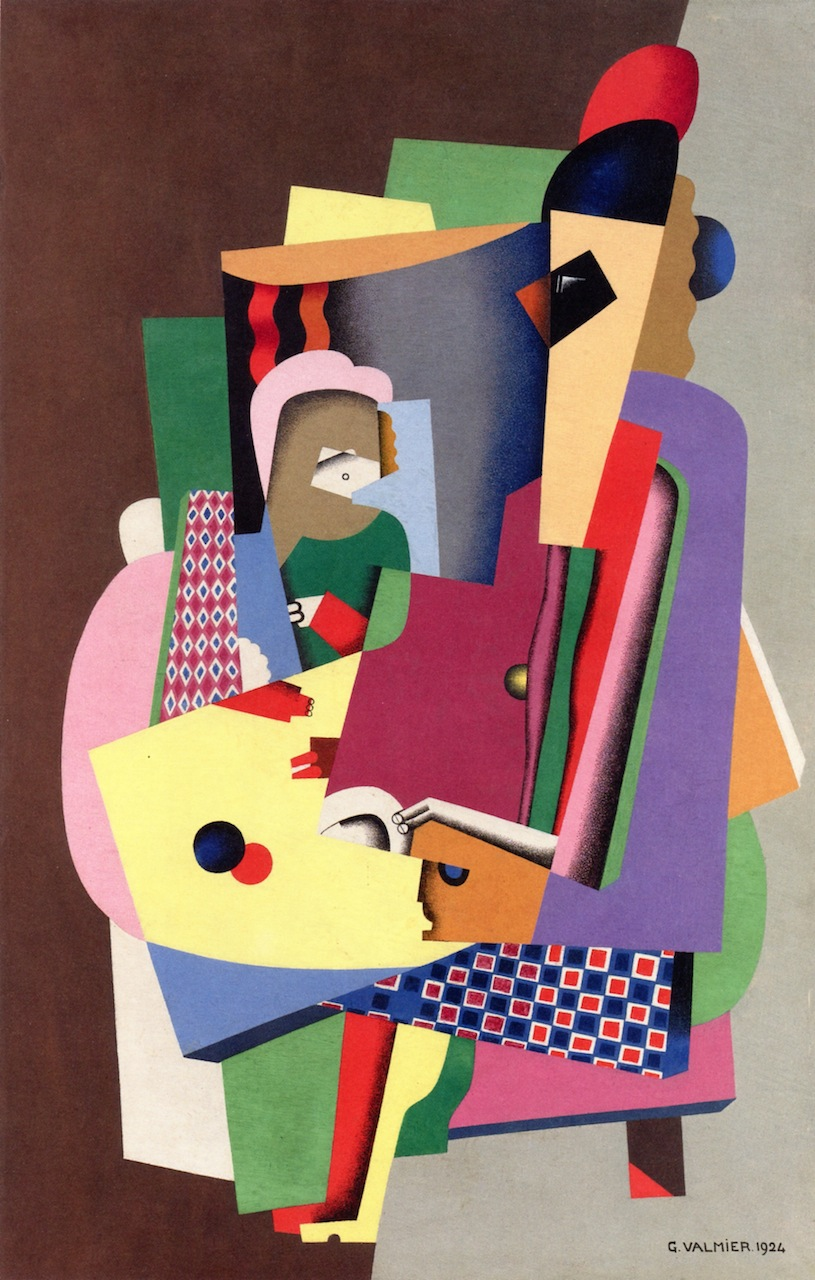
Georges Valmier: Die Klavierstunde, 1924

Georges Valmiers künstlerische Entwicklung führte vom Impressionismus über den Kubismus zur Abstraktion ab 1921. Seine Werke zeichnen sich durch leuchtende Farben, geometrische Formen und eine harmonische Komposition aus. Er schuf Bühnenbilder und Kostüme für Theater und Ballett sowie Entwürfe für Textilien und Teppiche. Zu seinen bekanntesten Werken zählen La Fillette au piano (1920), Composition (1926), Le Marin (1929) und Mouvements synchronisés (1936). Valmier war auch ein begabter Musiker und beeinflusste die Karriere des Komponisten André Jolivet.